# Age of Heroes
Age of Heroes es una película estrenada el 20 de mayo de 2011 en Reino Unido. Protagonizada por Sean Bean, Izabella Miko y James D'Arcy.

## Sinopsis
Age of Heroes es una película ambientada en la Segunda Guerra Mundial; es la historia de la formación de la unidad de comando 30 de Ian Fleming, un precursor de la élite de las fuerzas en el Reino Unido.

## Argumento
Edad de los Héroes sigue las hazañas del Cabo Rains (Danny Dyer) y cómo entró a formar parte de la recién formada unidad 30 Commando en la Segunda Guerra Mundial después de liberado de una prisión de la guerra por deserción y desobediencia a un superior durante las operaciones de Francia al principio de la guerra en 1940. Rains y el resto del pelotón se someten a un entrenamiento intensivo bajo la atenta mirada del Comandante Jones (Sean Bean), en el que sus habilidades y resistencia son llevadas al límite mientras se preparan para su primera misión altamente secreta y peligrosa: entrar en paracaídas en la ocupada Noruega y capturar una nueva tecnología de radar de los alemanes, que podría cambiar el resultado de la guerra.
Al comando se unen el militar estadounidense de origen noruego Steinar (Aksel Hennie), ahora un marine teniente con conocimiento vital del terreno, y la bella espía Jensen (Izabella Miko). Todas sus habilidades letales de comando se ponen a prueba en su intento de escapar de feroces enfrentamientos armados y de alcanzar la tecnología de radar alemán. El objetivo de la misión tiene mucho parecido con la Operación Morder. [3] Su plan es puesto en crisis cuando su extracción se retrasa y deben luchar su camino a la frontera con Suecia.
Después de una larga caminata en la nieve los comandos tratan de abastecerse volviendo a una granja visitada anteriormente. Sus habitantes habían sido fusilados por las unidades alemanas al saber que habían colaborado con ellos. Para empeorar las cosas, los alemanes regresan a la granja, trayendo con ellos un comando capturado vivo durante un tiroteo antes. Los alemanes piden la rendición de los comandos a cambio de la vida de su amigo capturado. Los comandos se niegan a rendirse. Abren fuego contra los alemanes, comenzando un tiroteo intenso. Jensen y el especialista en radar Rollright parten a la frontera con Suecia, mientras que el resto de los comandos ofrece cobertura para ellos.
Finalmente el Comandante Jones se da cuenta de que hay demasiados soldados alemanes y de que los comandos tienen municiones insuficientes. Ordena a Rains y Steinar dirigirse para la frontera, mientras que los otros dos se quedan para cubrirlos. Los que se quedan en la granja son visto por última vez repeliendo el fuego de los alemanes. Los alemanes persiguen a Rains y Steinar en su retirada, disparan a Steinar y lo matan. Sin munición, Rains se prepara para utilizar su cuchillo para matarse para que los alemanes no puedan torturarlo. Antes de que lo haga, Jensen y Rollright regresan, matan a los nazis y los tres juntos consiguen escapar a Suecia.
La última escena muestra a los dos miembros sobrevivientes del equipo y Jensen de pie sobre una colina mirando hacia abajo a Suecia.

## Reparto
1. Sean Bean como Jones.
2. Danny Dyer, como Rains.
3. Izabella Miko como Jensen.
4. James D'Arcy como Ian Fleming.
5. Sebastian Street como el coronel Arquero.
6. William Houston como Mac.
7. Aksel Hennie como Steinar.
8. Guy Burnet como Riley.
9. John Dagleish como Roger Rollright.
10. Stephen Walters como Brightling.
11. Christian Rubeck como el General Dietl.
12. Daniel Brocklebank como el RMP sargento Hamilton.
13. Rosie Fellner como Sophie Holbrook.
14. Eric Madsen como Teichmann.
15. Lee Jerrum como Dobson.
16. Ewan Ross como Gable.
17. Tom Luke Taylor como Tom.
18. James Godden como el cabo Jim McGodden III.
19. Anthony Godsell como el sargento Anthony McGodsell VII.